# 欧博讷城堡

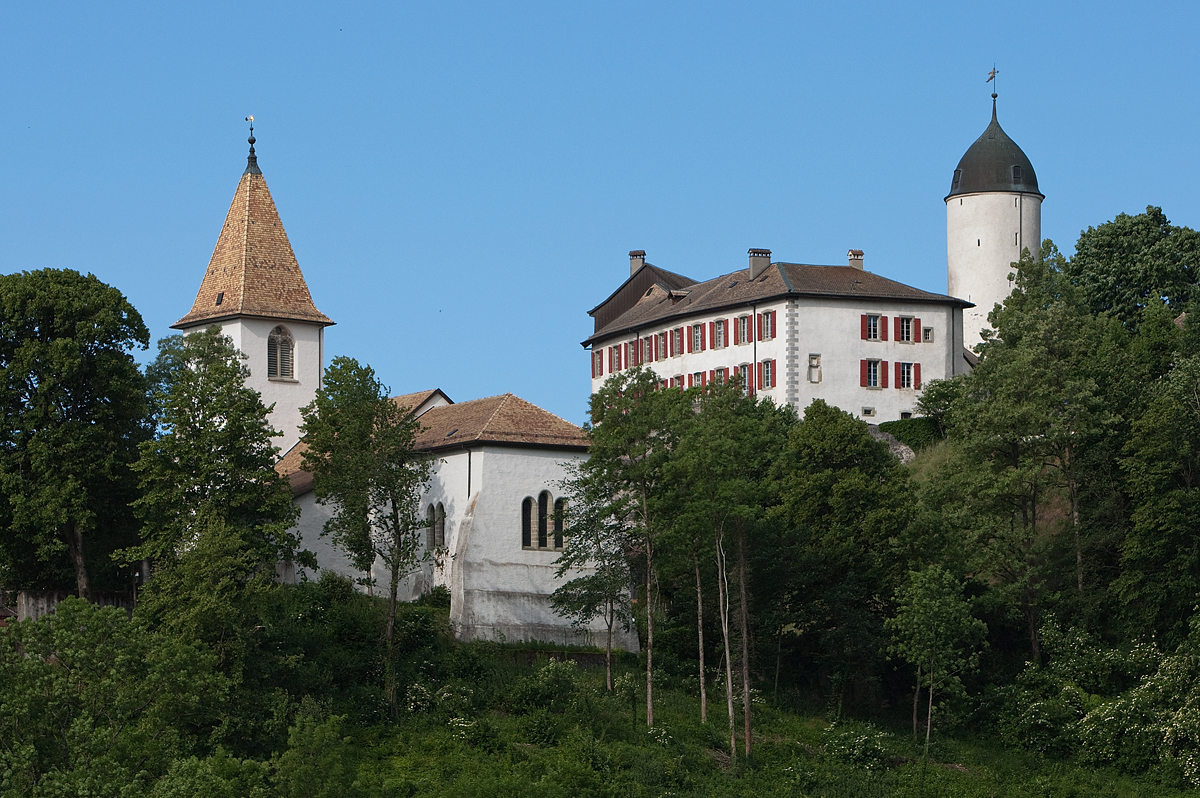
欧博讷城堡和教堂

欧博讷城堡（法語：Château d'Aubonne）是位于瑞士沃州欧博讷镇的一座中世纪城堡。
欧博讷城堡位于一座山丘上，俯瞰全镇。城堡的历史可以追溯到9世纪。建于17世纪的白色塔楼最为引人注目。现在，城堡已列入瑞士国家重要文化财产名录，主要由一所学校使用。